# Still Life (Opeth)
Still Life è il quarto album della band svedese Opeth, pubblicato dalla Peaceville Records nel 1999 e ristampato il 27 febbraio 2001 in un'edizione digipack.

## Il disco
Come quasi tutti i lavori degli Opeth, quest'album combina elementi tipici del death metal (come chitarre estremamente distorte, ritmiche pesanti e cadenzate, e cantato growl) con altri tipici del progressive rock di Genesis e Camel.
Come il suo predecessore (My Arms, Your Hearse), Still Life è un concept album, che racconta di un uomo che torna alla sua città natale dopo anni d'esilio per ritrovare la sua amata Melinda (nome che il cantante Mikael Åkerfeldt ha dato alla propria figlia).
La canzone Benighted è una traccia completamente acustica, con assoli di chitarra jazz; è anche una delle poche canzoni della band che segue una struttura lineare con versi e ritornello. Il pezzo iniziale di chitarra è una citazione di Never Let Go dei Camel.
I disegni sono stati realizzati da Travis Smith. Questo, inoltre, è stato il primo album della band su cui è apparso il nuovo logo (usato ancora adesso) disegnato da Timo Ketola.
Nel 2001 la Peaceville Records ha pubblicato un'edizione limitata (mille copie) in due LP.

## Concept
"The Moor" introduce il personaggio principale come un reietto di una società teocratica, a causa delle sue deformità fisiche che vengono percepite come il segno di una possessione demoniaca o di uno stato d'essere peccaminoso. Egli fu chiamato "mostro empio, contaminatore", e ricorda di essere stato picchiato, bruciato, ricoperto di fango e bandito dalla sua città. Ora sta tornando dopo 15 anni, per il suo amore Melinda, che ha dovuto lasciarsi dietro con l'esilio.
In "Godhead's Lament" il reietto tenta di nascondere il suo ritorno. Egli contempla le conseguenze e pensa di andarsene per sicurezza, ma non lo fa perché il suo amore per Melinda ha più peso della sua volontà di vivere. La maggior parte della canzone consiste nell'osservazione della sua amata da lontano. La canzone inoltre introduce l'occhio osservatore dell'autorità religiosa ed enfatizza il pericolo in cui il protagonista si trova.
"Benighted" è come una lettera d'amore, un'ode muta a Melinda. Il reietto cerca di convincere Melinda a scappare con sé, ed osserva che la religione della società ha preso il controllo sulla sua vita. Egli le spiega che l'unico modo per liberarsi è andare con lui.
"Moonlapse Vertigo" ricorda che la gente della città lo ucciderebbe, se solo capisse che lui si trova sul luogo. La canzone nomina il Concilio della Croce, il governo teocratico, che mostra esplicitamente disprezzo per i disgraziati e per i poveri. Egli capisce che non è rimasto quasi più tempo per fuggire e decide di incontrare Melinda e di condurla fuori dal paese con sé. Il reietto esprime il suo immenso odio verso il Concilio, così come la sua preoccupazione per Melinda.
"Face of Melinda" dipinge la donna bruna come una creatura silenziosa e pensierosa, quando lui le si avvicina. Dopo il suo fallimento di corteggiarla, Melinda si fa monaca; comunque, egli non si arrende e "trama di riaverla indietro" per riempire il suo vuoto. Egli è ormai senza cuore, ma le parla di tutto quello che ha rischiato per tornare da lei. Ella gli dice dei suoi fallimenti morale, ma rimane sorpresa da se stessa quando gli dice che l'ama ancora. La canzone finisce con un torvo indizio di ciò che sta per accadere: "La mia promessa è fatta, ma il mio cuore è tuo", sono le ultime parole di Melinda.
"Serenity Painted Death" inizia quando il reietto si sveglia e scopre che Melinda è stata presa e che le è stata tagliata la gola per essersi associata con un reietto. Consumato da una furia repressa, egli uccide brutalmente coloro che hanno assassinato Melinda e continua ad uccidere ogni soldato che può. Appena la sua mente divaga, però, il Concilio della Croce è pronto a catturarlo.
"White Cluster" inizia con il ritorno del reietto ad uno stato sognante, per poi ritrovarsi in una cella di prigionia. Il Concilio della Croce cerca di farlo pentire, ma lui non è sincero e quindi viene portato alla forca per essere impiccato. I cittadini che si sono riuniti per guardare l'esecuzione si vestono di bianco, a rappresentanza della loro credenza che il reietto sia nato senza anima. Il boia si avvicina a lui e gli lega il nodo scorsoio, permettendogli un momento di riflessione prima di essere impiccato. Proprio prima di incontrare la sua fine, egli sente una mano sulla spalla e quando si volta vede Melinda dietro di sé, pronta per unirsi a lui nella morte.

## Tracce
1. The Moor – 11:28
2. Godhead's Lament – 9:47
3. Benighted – 5:01
4. Moonlapse Vertigo – 9:00
5. Face of Melinda – 7:59
6. Serenity Painted Death – 9:14
7. White Cluster – 10:02

## Formazione
- Mikael Åkerfeldt - voce e chitarra
- Peter Lindgren - chitarra
- Martin Lopez - batteria
- Martin Mendez - basso